# إفرايم غوس
إفرايم غوس هو سياسي أمريكي، ولد في 12 يونيو 1806، وتوفي في 27 يوليو 1877. نشط حزبياً في الحزب الجمهوري. وقد انتخب عضو مجلس ولاية نيويورك ‏.